# Blæselampe
En blæselampe er et redskab der brænder flydende brændstof som petroleum eller flaskegas og danner en flamme, der kan bruges til f.eks. metalarbejde herunder lodning. Betegnelsen loddepistol benyttes også. Den elektriske loddepistol er dog en art elektrisk loddekolbe.

## Anvendelse
De oprindelige blæselamper brændte petroleum, der blev sprøjtet ud fra en beholder, der var sat under tryk med en lille håndpumpe. Flammen kan bruges til både blødlodning og slaglodning og til opvarmning af metalstykker med henblik på smedning. Varmen er ikke stærk nok til svejsning. Gas kan tilføres fra en stor flaske eller fra en lille dåse.
Guldsmede og sølvsmede anvender loddepistoler til slaglodning, gerne af en type, hvor man blæser ekstra luft gennem et mundstykke eller med en fodbetjent blæsebælg. Blikkenslagere anvender også blæselamper. De kan også, med nogen forsigtighed, anvendes til at blødgøre plastik og til at smelte tagpap og vejafmærkninger fast på asfalten.
Tidligere anvendte man blæselamper med petroleum til at opvarme glødehovedet på dieselmotorerne i fiskekuttere og andre små motorskibe. Det er årsagen til, at blæselamper af messing er så almindelige i turistbutikker ved fiskerlejer.
Blæselamper benyttes i dag under betegnelsen ukrudtsbrændere til bekæmpelse af plantevækst.
De finder også anvendelse i den finere kogekunst til at karamelisere overfladen på crème brûlée.